# Война Фойла
«Война Фойла» (англ. Foyle's War) — британский детективный телесериал, созданный Энтони Горовицем, о работе полиции на юге Англии с 1940-го по 1946 год. Он транслировался по телеканалу «Ай-ти-ви» с 2002 года, а на русском языке впервые был показан в переводе Hallmark.
Идея сериала возникла после того, как в 2000 году завершилась экранизация «Инспектора Морса» по романам Колина Декстера. Было снято пять сезонов (четвёртый разделён на две части по годам). В 2007 году съёмки были прекращены, так как сериал оказался слишком дорогостоящим. Однако недовольство зрителей и высокие рейтинги последней серии (28 % и в среднем 7,3 млн зрителей) заставили «Ай-ти-ви» пересмотреть свою позицию: 9 апреля 2008 года было заявлено, что телеканал ведёт переговоры с Энтони Горовицем о возобновлении сериала. В 2010 году был выпущен шестой сезон из трёх серий, завершающий историю службы главного героя — Кристофера Фойла — в рядах полиции.
В феврале 2012-го «Ай-ти-ви» объявил о начале съёмок седьмого сезона, запуск на телеканале — 24 марта 2013 года. В основе сюжета — события 1946 года, когда Фойл становится старшим офицером разведки и погружается в мир шпионажа. В январе 2015 года телеканал «Ай-ти-ви» показал заключительные три серии сериала, сообщив, что они — финальная часть истории, и более съёмок не будет.
В различное время в съёмках в сериале принимали участие известные актёры на заре своей карьеры: Эмили Блант, Дэвид Теннант, Джеймс Макэвой, Розамунд Пайк.

## Сюжет
Действие происходит в английском городе Гастингс и его окрестностях во время Второй мировой войны. Опытного детектива Кристофера Фойла, ветерана Первой мировой войны, не отпускают на фронт, потому что в военное время преступления только участились, а полицейских катастрофически не хватает. В работе Фойлу помогает водитель Саманта Стюарт («Сэм») и сержант Пол Милнер, потерявший ногу в сражении при Тронхейме.

## Персонажи
| Имя            | Ранг или роль                              | Эпизоды                | Исполнитель роли                |
| -------------- | ------------------------------------------ | ---------------------- | ------------------------------- |
| Кристофер Фойл | старший суперинтендант                     | все                    | Майкл Китчен                    |
| Пол Милнер     | сержант / инспектор                        | 1 — 22                 | Энтони Хауэлл                   |
| Саманта Стюарт | водитель                                   | все                    | Ханисакл Уикс                   |
| Эндрю Фойл     | сын Фойла, офицер ВВС                      | 1, 4, 6, 8, 10, 19     | Джулиан Овенден                 |
| Хью Рид        | суперинтендант                             | 2, 3, 4                | Майкл Симкинс                   |
| Джейн Милнер   | первая жена Милнера                        | 2, 3, 5, 15            | Мали Харрис                     |
| Фишер          | констебль                                  | 2, 4                   | Фергюс Уэбстер                  |
| Эрик Риверс    | сержант полиции                            | 5, 7, 9, 10, 12        | Джеффри Фрешуотер               |
| Тёрнер         | командир эскадрильи, начальник Эндрю Фойла | 6, 10                  | Мартин Тёрнер                   |
| Хильда Пирс    | Управление специальных операций, MI5       | 7, 9, 19, 23-28        | Элли Хаддингтон                 |
| Иэн Брук       | сержант полиции                            | 13, 15, 16, 17, 18, 19 | Джей Симпсон                    |
| Эдит Эшфорд    | вторая жена Милнера                        | 14, 15, 19, 20         | Кэролайн Мартин / Полли Маберли |
| Адам Уэйнрайт  | друг, а затем муж Саманты                  | 20-28                  | Макс Браун/ Дэниэл Вейман       |

## Список серий
| Сезон | Сезон       | Эпизоды | Оригинальная дата показа | Оригинальная дата показа | Время действия             | Время действия |
| Сезон | Сезон       | Эпизоды | Премьера сезона          | Финал сезона             | Время действия             | Время действия |
| ----- | ----------- | ------- | ------------------------ | ------------------------ | -------------------------- | -------------- |
|       | 1           | 4       | 27 ноября 2002           | 17 ноября 2002           | май — август 1940          |                |
|       | 2           | 4       | 16 ноября 2003           | 7 декабря 2003           | сентябрь — октябрь 1940    |                |
|       | 3           | 4       | 24 октября 2004          | 14 ноября 2004           | февраль — июнь 1941        |                |
|       | 4 (часть 1) | 2       | 15 января 2006           | 22 января 2006           | март — август 1942         |                |
|       | 4 (часть 2) | 2       | 11 февраля 2007          | 18 февраля 2007          | декабрь 1942 — март 1943   |                |
|       | 5           | 3       | 6 января 2008            | 20 апреля 2008           | апрель 1944 — май 1945     |                |
|       | 6           | 3       | 11 апреля 2010           | 25 апреля 2010           | июль — август 1945         |                |
|       | 7           | 3       | 24 марта 2013            | 7 апреля 2013            | август — сентябрь 1946     |                |
|       | 8           | 3       | 4 января 2015            | 18 января 2015           | октябрь 1946 — январь 1947 |                |